# Palacio Episcopal (Tarazona)
El palacio episcopal de Tarazona es un palacio renacentista español, casa emblemática del obispo de la diócesis de Tarazona. Es Bien de Interés Cultural (BIC) desde 2020.

## Historia
Antigua zuda musulmana (fortaleza) y posterior residencia de los reyes de Aragón. En 1386, tras la destrucción de las casas episcopales de El Pueyo, en el barrio de la Almehora, fue comprado por el obispo Pérez Calvillo. Aquí se inició una profunda transformación del edificio que no acabó hasta el episcopado de González de Munébrega (1547-1567).
En 1591 Felipe II celebró Cortes de Aragón en este edificio tras las Alteraciones de Aragón y redujo severamente la institución del Justicia de Aragón. 
Al parecer, en la primera mitad del siglo pasado, tres techumbres mudéjares provenientes del palacio Episcopal fueron vendidas al magnate americano de los medios de comunicación William Randolph Hearst. Una de las cuales se encuentra hoy en día en Monterrey, México.

### Reinstauración del Justicia de Aragón

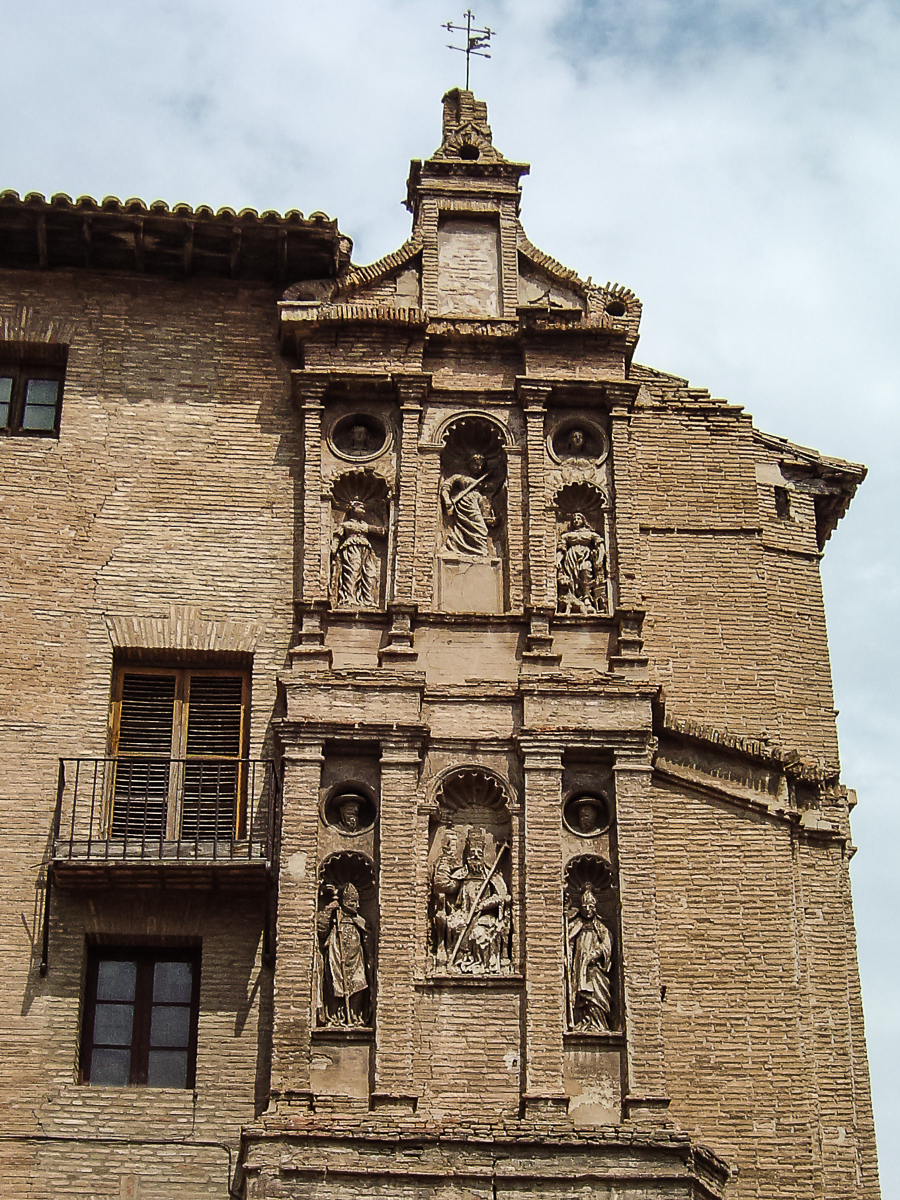
Retablo exterior de la fachada sur.

El 2 de diciembre de 1987 se celebró una simbólica sesión extraordinaria de las Cortes de Aragón, ya democráticas, en el Salón de Obispos para elegir como 67.º Justicia de Aragón a Emilio Gastón. Fue el primer Justicia tras 280 años de la abolición definitiva del Justiciazgo con los Decretos de Nueva Planta de 1707, y 395 años después de las Cortes de 1592, que debilitaron enormemente la institución, celebradas en este mismo salón y refrendadas por Felipe II el 2 de diciembre de dicho año.

## Descripción

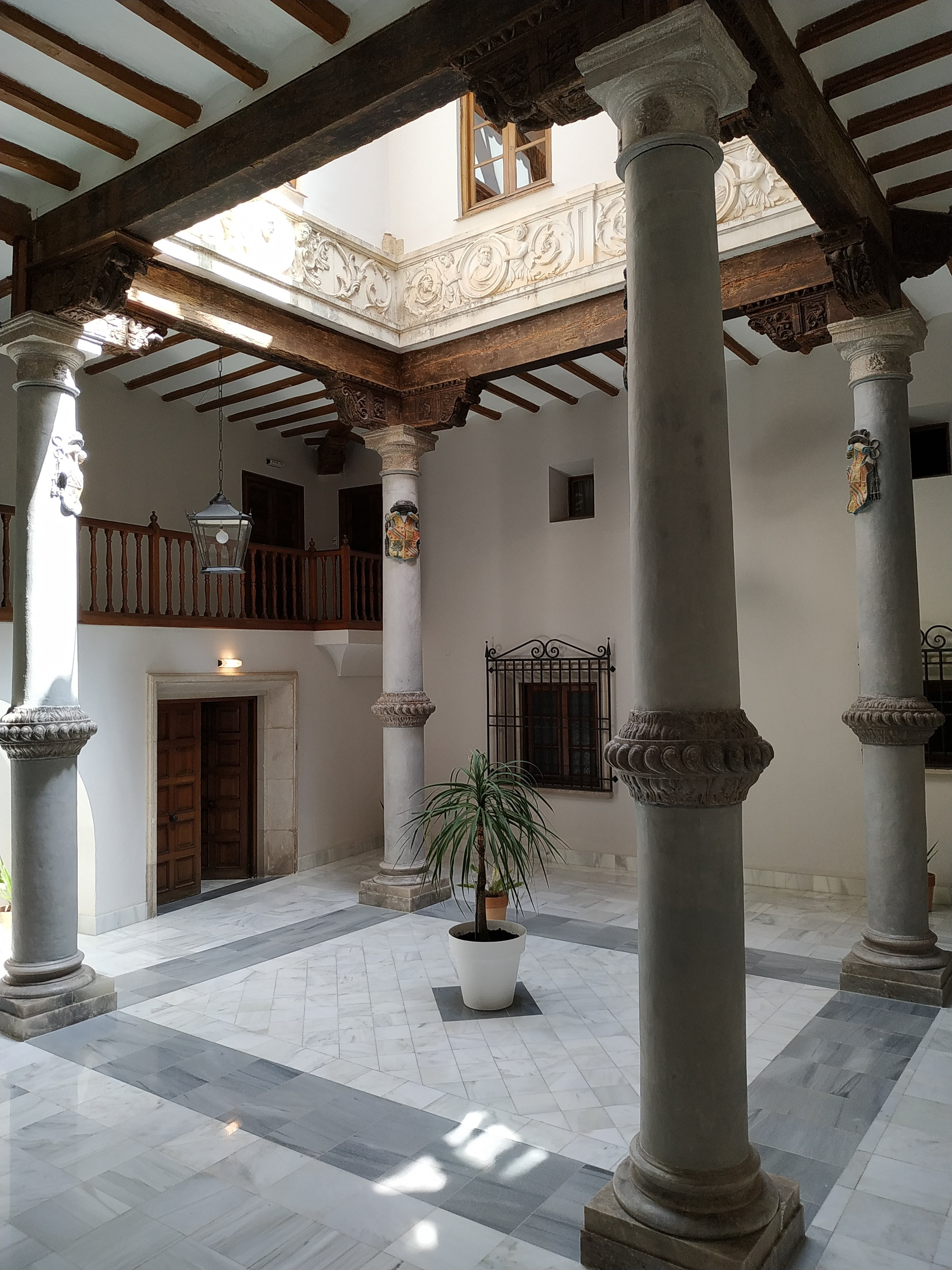
Patio renacentista, ya restaurado.

El palacio está construido sobre la roca de conglomerados sobre la que se erige gran parte del casco histórico de Tarazona. Para ello presenta seis grandes arcos de medio punto de ladrillo en la fachada que da al río Queiles. Sobre ellos se encuentran varias galerías de arquillos, algunas hoy bastante desconfiguradas. La fachada sur se presenta en forma de retablo exterior. Del interior destacan: 
- Cúpula de la escalera noble, obra de Pietro Morone. Cubierta por una cúpula hemiesférica profusamente decorada con casetones, tambor dodecagonal   con retratos de Carlos I, del todavía príncipe Felipe y del obispo González de Munébrega, promotor de la obra, esculturas de figuras femeninas sostenidas por hermes alados, sobre trompas aveneradas que alojan personajes masculinos. Un friso compuesto por centauros y niños ligados por tallos vegetales entre medallones y jarrones recorre la zona inferior de la cúpula, culminada por linterna.
- Patio con columnas aragonesas, friso y zapatas de madera talladas.
- Salón de Obispos. Alberga los retratos de los obispos de sede turiasonense, cubiertos con un alfarje mudéjar del siglo XV.

En las celdas que se ubicada en los bajos de palacio existe una colección de más de 200 grafitis grabados por presos desde el siglo XVI en las paredes de las celdas con mensajes de tipo religioso o militar.

### Restauración
En los últimos años el edificio ha sido objeto de diversas intervenciones en sus cubiertas, en la consolidación de su estructura y en la restauración completa y cubierta del patio renacentista. Varias de sus salas se utilizas con fines expositivos y es visitable. Sin embargo, siguen siendo necesarias múltiples intervenciones tanto en fachadas como interiores.